# Glory hole

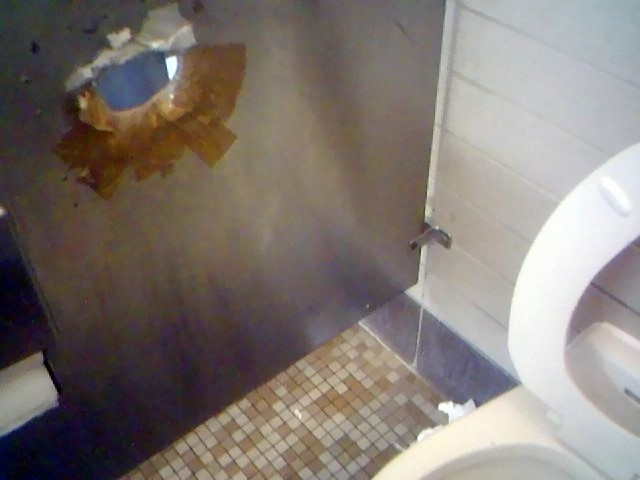
Ett glory hole till vänster i bild.

Ett glory hole är en engelskspråkig term på ett hål i en vägg mellan två rum där en man står på den ena sidan med sin penis genom hålet i syfte att ha sex med en person på den andra sidan väggen. Om personen på andra sidan är intresserad av detta sker någon form av sexakt, vanligtvis oralsex men det är även möjligt med analt eller vaginalt sex. Allt detta sker under anonyma former då man inte ser den person som man har sex med, vilket avses bidra till en del av spänningen. Anonymiteten kan vara en nackdel då risken för sexuellt överförbara sjukdomar ökar. Glory holes finns till exempel på sexklubbar men kan även återfinnas på offentliga toaletter där det finns olika bås.